# 特三式内火艇
特三式内火艇 カチ車（とくさんしきないかてい　カチしゃ）は、第二次世界大戦中に日本海軍が開発した水陸両用戦車である。1943年（昭和18年/皇紀2603年）に制式採用された（年式は皇紀による）。九五式軽戦車の部品を流用して作られた特二式内火艇に対し、特三式内火艇は日本陸軍の一式中戦車を広範囲に改修している。また、より早期に出現した特二式内火艇よりも大型かつ能力を増強した車輌となっている。

## 開発までの経緯
日本海軍では、艦隊決戦に際して太平洋の島々を奇襲攻撃し、占領後に拠点として用いる計画が存在した。このためには自力で海上航行し、海岸に上陸可能な車輌が必要とされた。この作戦案に基づき、1941年に特二式内火艇が設計開始された。
特二式内火艇の設計が成功を収めたことは軍令部の作戦立案者たちを満足させ、また、より強力な装甲と兵装を備える大型の車輌が、将来の水陸両用作戦や特殊部隊を用いた作戦において有用となるだろう事が決定づけられた。特三式内火艇は1943年に開発が開始され、最初の車輌が任務に就いたのは1943年後期から1944年にかけてだった。
しかし特三式内火艇は19輌が1943年から1945年にかけて生産されたのみにとどまった。海軍の主な優先順位は艦艇と航空機の製造にあり、また特別な水陸両用作戦のための確固とした計画が無く、特三式内火艇の量産は非常に低い優先順位のままとされた。

## 設計
特三式内火艇は、陸軍の保有する一式中戦車の車体に大きな改修を施したものであり、またこれにより、早期に出現した二式内火艇よりも相当に良好な装甲防御と火力を持っている。車体は平滑な面構成を持ち、これは前方および後方の浮舟となだらかに接続されている。前方の浮舟は艦艇の船首形状にカーブがつけられており、また戦車が上陸した際には、前後の浮舟ともに車輌内部から投棄が可能となっていた。しかし実際には、これらが敵砲火に対してわずかながら追加の防御効果を与えたことから、浮舟は普通外されないままに残された。特二式内火艇の前面装甲が12mmであるのに対し、特三式内火艇の前面装甲は50mmとかなり強化されている。特二式内火艇で内装式となった走行装置のコイルスプリングは、特三式内火艇では外装式となったほか、車体両側の走行装置に転輪が2個追加された。上部転輪は4組である。
特三式内火艇の主砲である一式四十七粍戦車砲は、砲身長が48口径の2250 mmであり、俯仰角度は-15度から+20度だった。砲固有の射界方向は左右10度、砲口初速は810m/sで、貫通能力は射程100mにおいて55 mm、射程1,000メートルでは30 mmである。これは日本陸軍の新砲塔チハ車が装備する47 mm砲と同様だった。副兵装は口径7.7 mmの九七式車載重機関銃を同軸に装備し、また車体前面にも同じ兵装を装備した。浮舟を装備した水上状態でも車体（船体）のほとんどは水面下になってしまうため、砲塔からは投棄可能な展望塔が大きく突きだしていた。これは円形のキューポラを持ち、丈の延長された展望塔として設計されたもので、ハッチを水面より上に保つ。特三式内火艇はまた、独特の大型空気吸入筒を砲塔よりも後方に備えているが、これはディーゼルエンジン用の空気をより能率的に取り入れ、また排気を海水に妨げられないよう維持するためだった。車輌の乗員には7名が必要とされたが、彼らの内の1名は特二式内火艇と同様、車輌に搭乗する整備兵の役割を担っていた。
本車は潜水艦への搭載も考慮していたため、車体は水密化され、耐圧構造が施されていた。作戦時、乗員は全て車内に収容し、砲塔と車体の間は耐圧蓋によって水密され、安全深度は100mまで確保された。特二式内火艇は潜水艦で運用するにあたり、エンジンと電装品をはずし、車内に注水する必要があった。また浮上から発進までに30分の準備時間を必要とした。しかし特三式内火艇はそのまま発進が行えた。

## 運用記録
特三式内火艇は日本本土にのみ配備され、作戦には参加していない。終戦時、横須賀第十六特別陸戦隊に20輛が配備されていたが実戦参加の機会はなかった。